# Матфей Псалт
Патриа́рх Матфе́й Пса́лт (греч. Πατριάρχης Ματθαίος Ψάλτης; ?, Андрос — 1775, Афон) — папа и патриарх Александрии в 1746—1766 годах.

## Биография
Родился на острове Андрос. Был монахом в монастыре Кутлумуш на горе Афон, а затем митрополитом Ливийским и игуменом монастыря Златари в Валахии.
Был помощником Патриарха Александрийского Космы III (1737-1746), по воле которого 18 августа 1746 он был избран Патриархом Александрийским несмотря на неприятие со стороны Константинопольского Патриарха Паисия II.
Для погашения долга турецким властям Александрийская Патриархия нуждалась в средствах, которые поступали из Молдавии, Венеции и России. Из тех же источников брались деньги на ремонт Патриарших резиденций в Александрии и Каире, храмов и Патриаршей библиотеки.
Пропаганда католиков, выступавших против употребления за литургией квасного хлеба, побудила Патриарха Матфея организовать диспут по этому вопросу, в котором позицию православных защищал Евстратий Аргентис, составивший также «Синтагму против опресноков» (1760).
Негус Иясу II и его мать Марта обратились к православному Александрийскому Патриарху с просьбой прислать в Эфиопию грамотного священника-богослова, а также деяния семи вселенских Соборов. Патриарх Матфей послал в Эфиопию миссию во главе с иеромонахом Стефаном, который построил там школу, планировал соорудить православный храм.
С целью предотвратить попытку укоренения в Египте унии он вёл переговоры в 1751 году с русским послом в Константинополе Алексеем Обресковым, которому писал также и по эфиопскому вопросу, прося содействия русского правительства в деле установления Православия в Абиссинии. Святейший Синод в Петербурге, рассмотрев этот вопрос лишь через 17 лет, направил его в архив.
В мае 1766 года, находясь в Константинополе, отправил в Египет послание, в котором сообщал о своём намерении ввиду телесной немощи отречься от престола и указывал в качестве своего преемника архимандрита Киприана, обещая в случае утверждения его кандидатуры взять все расходы, связанные с хиротонией, на себя. 9 июля 1766 года кандидатура архимандрита Киприана была утверждена в Константинополе, и в храме святых Таксиархов (Чиноначальников) в Мега-Ревма (ныне Арнавуткёй в черте Стамбула) состоялась его епископская хиротония с возведением в сан патриарха.
Ушедший на покой патриарх Матфей на покой и вернулся в монастырь Кутлумуш, которому посвятил всю свою оставшуюся жизнь. Под его руководством была восстановлена восточная часть, пострадавшая при пожаре. Его усилиями была построена трапезная монастыря.
Скончался там же в 1774 или 1775 году.